# 高岡健
高岡 健（たかおか けん、1953年 - ）は、日本の医学者、精神科医。専門は児童青年精神医学、精神病理学。
徳島県生まれ。1979年岐阜大学医学部卒業、岐阜赤十字病院精神科部長、岐阜大学准教授を経て、2015年より岐阜県立希望が丘こども医療福祉センター児童精神科部長・発達精神医学研究所所長（2020年現在：顧問）。95年岐阜大医学博士。日本児童青年精神医学会評議員。少年事件の精神鑑定も数多くてがける。雑誌『精神医療』（批評社）の編集委員をつとめる。不登校や引きこもりを一貫して擁護する立場から論陣を張っている。また、文学や映画にも詳しい。

## 著書
- 『新しいうつ病論 ー 絶望の中に見える希望』雲母書房 2003
- 『引きこもりを恐れず』ウェイツ 2003
- 『人格障害論の虚像 ー ラベルを貼ること剥がすこと』雲母書房 2003
- 『別れの精神哲学 ー 青春小説論ノート』雲母書房 2005
- 『やさしい発達障害論』批評社 2007
- 『自閉症論の原点 ー 定型発達者との分断線を超える』雲母書房 2007
- 『16歳からの〈こころ〉学 ー「あなた」と「わたし」と「世界」をめぐって』青灯社 2009
- 『やさしいうつ病論』批評社 2009
- 『発達障害は少年事件を引き起こさない ー「関係の貧困」と「個人責任化」のゆくえ』明石書店 2009
- 『精神鑑定とは何か ー 責任能力論を超えて』明石書店 2010
- 『不登校・ひきこもりを生きる』青灯社 2011
- 『続・やさしい発達障害論』批評社 2013
- 『精神現象を読み解くための10章』批評社 2014
- 『『絶歌』論 ー 元少年Aの心理的死と再生 2016

## 共著
- 『不登校を解く ー 三人の精神科医からの提案』（共著：門眞一郎・滝川一廣）ミネルヴァ書房 1998
- 『孤立を恐れるな！ もう一つの「一七歳」論』（編著）批評社 2001
- 『学校の崩壊 ー 学校という〈異空間〉の病理』批評社 2002
- 『殺し殺されることの彼方 ー 少年犯罪ダイアローグ』（共著：芹沢俊介）雲母書房 2004
- 『人格障害のカルテ 理論編』（岡村達也共編）批評社 2004
- 『自閉症スペクトラム・浅草事件の検証 ー 自閉症と裁判』（岡村達也共編）批評社 2005
- 『時代病』（共著：吉本隆明）ウェイツ 2005
- 『メディアと精神科医 ー 見識ある発言と冷静な受容のために』（阿保順子共編）批評社 2005
- 『こころ「真」論 連続シンポジウムの記録』（宮台真司共編）ウェイツ 2006
- 『心の病いはこうしてつくられる ー 児童青年精神医学の深渕から』（共著：石川憲彦）批評社 2006
- 『「戦後」状況論 ー 課題としての日本』（共著：八柏龍紀）雲母書房 2006
- 『発達障害という記号』（松本雅彦共編）批評社 2008
- 『うつ病論 ー 双極2型障害とその周辺』(浅野弘毅共編）批評社 2009
- 『少年事件 心は裁判でどう扱われるか ー 弁護士と児童精神科医の対話』編著 明石書店 2010
- 『「孤独」から考える秋葉原無差別殺傷事件』（共著：芹沢俊介）批評社 2011
- 『発達障害という希望 ー 診断名にとらわれない新しい生き方』（共著：石川憲彦）雲母書房 2012
- 『死刑と精神医療』中島直共編　批評社 2012
- 『自閉症スペクトラム “ありのまま"の生活 ー 自分らしく楽しく生きるために』（共著：小道モコ）明石書店 2014